# Госснер, Иоганн Евангелиста
Иоганн Евангелиста Госснер (Госнер; нем. Johannes Evangelista Goßner; 14 декабря 1773 — 20 марта 1858) — немецкий религиозный писатель и поэт, проповедник и миссионер.

## Биография
Родился в католической семье. Уже в своих детских играх мальчик начал копировать священника. Учился в сельской школе в Вальдштеттене, затем в средней школе в Аугсбурге. Окончил университеты в Диллингене (философия и физика) и Ингольштадте (богословие), получив сан священника в октябре 1796 года.
Продолжил своё обучение в духовной семинарии и начал деятельность капеллана в Элльце и Нойбурге. Госснер был вдохновлён идеями евангелического движения, проводимыми профессором кафедры пастырского богословия Иоганном Зайлером.
Жил и работал в Дирлеванге (1804—1811) и Мюнхене (1811—1817), но его евангельское мировоззрение стало причиной увольнения. В Мюнхене Госснер написал толкование на Новый завет. Это толкование получило широкую известность. В 1820 году, в период мистико-религиозного брожения, связанного с именем министра духовных дел князя Александра Голицына, приехал в Санкт-Петербург. Был принят в совет директоров Библейского общества и получил возможность проповедовать в римско-католической церкви, вверенной после иезуитов доминиканцам, которые в проповедях Госснера обнаружили дерзновение к нарушению «благоговения к Пресвятой Деве».
В 1823 году деятели «православной партии» в Священном синоде, воспользовавшись делом Госнера, перешли в наступление на «мистическую партию». По свидетельству архимандрита Фотия (Спасского), «Госнер входит в доверие у царя: Мария императрица его покровительствует». Госснер вызывал особое отторжение у ревнителей православия. Его книга «Дух жизни и учения Иисуса Христа, в размышлениях и замечаниях о всем Новом Завете» была пропущена цензурой в мае 1823 года. В ней он высмеивал обряды православной церкви, объявлял их греховными, критиковал духовенство, рассматривая его в соответствие с протестантским учением как посредника между Богом и человеком.
12 апреля 1824 года архимандрит Фотий (Спасский) послал императору Александру I письма под названиями «Пароль тайных обществ или тайные замыслы в книге „Воззвание к человекам о последовании внутреннему влечению Духа Христова“» и «О революции через Госснера, проповедываемой среди столицы всем в слуху явно уже», в которых сделал разбор книги Госснера и нескольких других мистических изданий того времени. Архимандрит Фотий пытался доказать царю, что мистики и Госснер, в частности, не только занимают антицерковную позицию, но и вынашивают планы революции, которая призвана уничтожить царский престол. Госснер был выслан из Петербурга. Рассмотрение книги Госснера было поручено президенту Российской академии Александру Шишкову. Переводчик, цензор и содержатель типографии, где печаталась книга, Николай Греч были отданы под суд, Госснер же 11 мая 1824 года выслан за границу, а 15 мая 1824 года был отправлен в отставку Александр Голицын.
В 1826 году он официально покинул Римско-католическую церковь и перешёл в протестантизм. Как лютеранин, был пастором Вифлеемской церкви в Берлине, создавал школы, приюты и миссионерские агентства в разных странах.
В 1836 году им было учреждено миссионерское общество для проповедования христианства язычникам. Успешно его миссионеры действовали в Индии, где колония близ Калькутты до сих пор известна как «Миссия Госснера» (см. Объединённая Евангелическо-Лютеранская Церковь Индии).
До конца жизни жил в Берлине, где умер 20 марта 1858 года.